# Üzenet a jövőből – A Mézga család különös kalandjai
Az Üzenet a jövőből – A Mézga család különös kalandjai 1970-ben futott magyar televíziós rajzfilmsorozat, amelyet a Pannónia Filmstúdió készített 1968-1969 között. A Mézga család főszereplésével három különböző sorozat készült, amelyek közül ez az első. (A második a Mézga Aladár különös kalandjai, 1972, a harmadik a Vakáción a Mézga család, 1978.)

## Ismertető
A történet szerint Mézga Gézának és Aladárnak sikerül felvennie a kapcsolatot 30. századi leszármazottjukkal, MZ/X-szel, akivel újmagyar nyelven lehet szót érteni. MZ/X jövőbéli küldeményei eleinte lenyűgözőnek tűnnek, később azonban visszájukra fordulnak, és csak Aladár hidegvérén és leleményességén múlik, hogy elkerüljék a nagyobb veszedelmet.

## Alkotók
- Rendezte: Nepp József
- Írta: Nepp József, Romhányi József
- Zeneszerző: Deák Tamás
- Operatőr: Bacsó Zoltán, Klausz Alfréd, Nagy Csaba
- Hangmérnök: Horváth Domonkos
- Vágó: Czipauer János
- Tervezte: Bánki Katalin, Jankovics Marcell, Koltai Jenő, Temesi Miklós, Ternovszky Béla, Vásárhelyi Magda
- Rajzolták: Csiszér Ágnes, Dékány Ferenc, Görgényi Erzsébet, Kaim Miklós, Kálmán Katalin, Kaszner Béláné, Kovács István, Macskássy Katalin, Marsovszky Emőke, Nyul Ferenc, Peres Júlia, Révész Gabriella, Rofusz Ferenc, Szemenyei András, Szórády Csaba, Temesi Magdolna, Vásárhelyi Magda, Zsilli Mária
- Munkatársak: Ács Karola, Csonkaréti Károly, Hódy Béláné, Kiss Lajos, Kökény Anikó, Lőrincz Árpád, Paál Klára, Stadler János, Szabó Judit, Szántai Lajosné, Tormási Gizella, Zoltán Annamária
- Animációs munkatárs: Gémes József
- Színes technika: Boros Magda, Dobrányi Géza, Fülöp Géza, Kun Irén
- Gyártásvezető: Kunz Román
- Tanácsadók: Balla Katalin, Gáll István, Székely Sándorné

Készítette a Magyar Televízió megbízásából a Pannónia Filmstúdió.

## Szereplők
| Szereplő               | Hang                            |
| Főszereplők            | Főszereplők                     |
| ---------------------- | ------------------------------- |
| Mézga Géza             | Harkányi Endre                  |
| Mézgáné Rezovits Paula | Győri Ilona Izsmán Nelly (ének) |
| Mézga Kriszta          | Földessy Margit                 |
| Mézga Aladár           | Némethy Attila                  |
| Dr. Máris (Ottokár)    | Tomanek Nándor                  |
| MZ/X                   | Somogyvári Rudolf               |
| Epizódszereplők        |                                 |
| TV-bemondó             | Egressy István                  |
| Rádió bemondó          | Szakáts Miklós                  |
| Doktor                 | Bárdy György                    |
| Blöki                  | Szabó Ottó                      |
| Maffia                 | Váradi Hédi                     |
| Csutka                 | ?                               |
| Dugó társai            | ?                               |
| Dugó                   | Kern András                     |

További magyar hangok: Alfonzó, Deák B. Ferenc, Farkas Antal, Fodor Tamás, Gyenge Árpád, Hacser Józsa, Horváth Pál, Surányi Imre, Szoó György, Tóth Judit

## Epizódok
| # | Cím           | Premier           | Gyártási szám      |
| --- | ------------- | ----------------- | ------------------ |
| 1. | A távszerviz  | 1970. január 11.  | 01 / 70-01 / 92-01 |
| Aladár egy régi rádiót alakít át adó-vevővé, ennek segítségével sikerül kapcsolatba lépnie MZ/X-el, aki nem más, mint Öcsi, Mézga Géza 125 éves köbükunokája a 30. századból. Épp az érettségi vizsgájára készülve (náluk ugyanis 80 általános és 40 gimnázium kötelező) botlik bele az időkibővítő készülék segítségével 20. századi őseibe. Géza nagy gondban van, elromlott a televízió és kapva kap a nagy lehetőségen, Öcsitől kér segítséget. |               |                   |                    |
| 2. | A csodabogyó  | 1970. március 29. | 02 / 70-12 / 92-02 |
| Géza horgászni indul, de nem sikerül halat fognia. Paulát, aki időközben már vacsora vendégeket is hívott az összeomlás és a szégyen kerülgeti. A segítség nem más, mint Öcsi, a 30. századi rokon, aki fénypostával szupertápot küld. A hiperultra kivonat rendkívül ízletes és tápláló, szavatossága 300 év. Ám egy tabletta 1 heti táplálékot tartalmaz. Ebből még adódhat némi gond. |               |                   |                    |
| 3. | Autó-tortúra  | 1970. január 18.  | 03 / 70-02 / 92-03 |
| A Mézga család lakodalomba készül vidékre, ám az autó nem indul. Kihez máshoz fordulna Géza, mint MZ/X-hez, azaz Öcsihez. A 30. századból, fénypostával érkező új motor csodákra képes, a régi, rozoga autóból igazi három éltű járművet csinál. Végigszáguldanak az országon, földön, levegőben és vízen, s végül sikerül elgázolni még a lakodalmat is. |               |                   |                    |
| 4. | Robotdirektor | 1970. január 25.  | 11 / 70-03 / 92-04 |
| Mézga Géza kéményseprőt hív, ám Paula tiltakozik, s amikor végül mindent belep a korom, összecsomagol és hazamegy a mamájához. A lakás kitakarítása így Gézára hárul, ám ez nem könnyű feladat. Muszáj ismét Öcsitől segítséget kérni. A fénypostával érkező telepes hiperrobot azonban nem ért csak újmagyarul, ezért kezelésével gondok támadnak. Géza telhetetlenül újra Öcsihez fordul, s kap is egy még korszerűbb kísérleti példányt cserébe, a robotdirektort. |               |                   |                    |
| 5. | Memumo        | 1970. március 22. | 04 / 70-11 / 92-05 |
| A Mézga család kempingezni indul Baranyaberenyére. A motorra azonban nem fér fel az összes csomag. Utánfutónak megszerzik Máris szomszéd zsúrkocsiját. Igen ám, de az eső is esni kezd. Ide bizony Öcsi segítsége kell, aki űrhatósági jogosítással időjárás irányító berendezést (meteoro-muto-motor-t) küld Gézának. Az időjárás elállítás azonban komoly felelősség és következményekkel jár. |               |                   |                    |
| 6. | Im-bolygó     | 1970. február 22. | 06 / 70-07 / 92-09 |
| Máris szomszéd visszakéri Mézgáéktól évekkel ezelőtt kölcsönadott francia szótárát, mert két hétre Párizsba készül. Paula férjét korholja, mert nem viszi soha külföldi utazásra családját. Géza most is jövőbeli köbükunokájától, Öcsitől kér segítséget, aki egy űrhajót és bolygóközi űrutazást ajánl fel neki. A viszontagságos utazás után örömteli a hazatérés, ám a Földön gyorsan szalad az idő! |               |                   |                    |
| 7. | Agy-gyanta    | 1970. március 1.  | 08 / 70-08 / 92-10 |
| Mézgáéknál bukásra áll Kriszta és kicsapták az iskolából Aladárt is. A családfő ismét a jövőben élő Öcsitől kér segítséget. Öcsi küldi is az agyteljesítményt fokozó szert, az úgynevezett Agy-gyantát, ám a folyadékot véletlenül Blöki és Maffia issza meg. Csodálatos hatása megdöbbenti a családot: beszélni kezd a kutya és a macska. Előbb elviszik őket a tudós társaság elé, de azok nem foglalkoznak velük. Végül Mézgáné ötletére a cirkuszba viszik az állatokat, hogy pénzt keressenek velük. Nem sikerül az ötlet, mert a két állat megkergül és menekülni kell előlük. |               |                   |                    |
| 8. | Időkibővítő   | 1970. március 15. | 10 / 70-10 / 92-12 |
| Egy várlátogatás során Blöki megkopott érméket ás ki a földből. Máris szomszéd átveszi tőlük az értékes régiséget, de az árat betudja a család korábbi tartozásába. Nincs mese, újabb érmékre van szükség a vágyott gazdagsághoz, de hol keressék? Géza Öcsihez, köbükunokájához fordul, aki egy időkibővítő készülék segítségével a 13. századba repíti az egész családot, de a régmúlt időkkel vigyázni kell, és jó ha ismerjük a történelmet. |               |                   |                    |
| 9. | Akerkiter     | 1970. február 15. | 05 / 70-06 / 92-08 |
| A Mézga családban Géza szerint soha nem az történik, amit ő akar. Paula megjegyzi, férje szivarozására célozva, hogy még saját magának sem tud parancsolni. Erre Géza dacból kettőt kezd el szívni egyszerre, válaszul Paula is rágyújt, sőt Krisztának is ad egyet. Géza kénytelen elnyomni a szivarját, hogy a többiek is abbahagyják a dohányzást. Ezek után bemegy Aladárhoz, aki éppen apja fényképnagyító lupéját készül átalakítani csillagászati célra. Géza keze pofonra lendül, de a rádiót találja el, így véletlenül létrejön a kapcsolat MZ/X-szel. A távoli rokon akaraterő-kitermelőt, azaz „akerkiter”-t javasol elődjének akarata érvényesítése érdekében. Hogy készüléke hatásosságát bizonyítsa, a távolból nyomban fejreállítja köbükapját, hiába tiltakozik ellene – majd természetesen kölcsön is adja Köbükinek a szerkezetet. Géza úszósapkával takarja el a fejére csatolt headsetet, a zsebében rejtve el annak vezérlőjét. Először Márishoz megy át, hogy rajta próbálja ki. A szomszéd szokás szerint elutasítóan fogadja Gézát, aki erre megnyomja a zsebében az akerkiter gombját, Máris pedig rögtön szívélyessé válik, sőt behívja őt egy kis vendégeskedésre. Végül Máris két üveg drága italt is ad neki, barátsága jeléül. Géza ezek után hazatér, hogy családtagjait fegyelmezze meg a szerkentyű segítségével: a siker teljes, mindenki engedelmeskedik neki – még Paula is, aki először azzal gyanúsítja férjét, hogy be van rúgva. Géza egyre merészebb célokra használja az akerkitert. A headsetet a kalapja alá rejtve beront a munkahelyi főnökéhez, hogy béremelést és magasabb beosztást eszközöljön ki magának, majd elkéri igazgatójától a focimeccsre szóló jegyét, sőt a vállalati kocsit is megkapja, sofőrrel együtt. Kimegy az TCF–Húsos mérkőzésre, ahol az akerkiter segítségével eléri, hogy az esélytelen csapat több váratlan góllal győzzön, éktelen haragra gerjesztve ezzel az esélyes klubnak drukkoló szurkolótábort, amelynek kemény magja hazaárulónak bélyegzi és majdnem agyonüti, miután Géza végig hangzatosan az ellenfélnek drukkolt, sőt fogadást is kötött rájuk. A stadionból Géza az Operettszínházba viteti magát, ahol beront a színidirektori irodába, és eléri, hogy a Csárdáskirálynő egyik főszerepét – melynek színésze megbetegedett – ő kapja meg, noha nevetséges megjelenése, „turistaszalámi lábai”, „lakodalmi cipó méretű potroha” és felkészületlensége miatt a színpadi fellépésre teljesen alkalmatlan. A direktor (Komlós János figurája?) és munkatársai nehezen adják be a derekukat, de az akerkiter hatására végül lelkesen éljenzik az előadást megmentő beugrást. Paula és a gyerekek is meghívást kapnak, kocsi megy értük, helyük a díszpáholyban (Aladár Blökit is magával hozza, a kabátja alá rejtve). Felcsendül a nyitány, ám a Boni grófot alakító Géza fejéről már az elején leesik a headset a kalappal együtt, amit aztán egy táncosnő odébb rúg, és ezzel véget ér a varázslat. Az előadás botrányba fullad, az átvert közönség felocsúdva őrjöng: tojással dobálják, majd üldözőbe veszik Gézát, a pocakos ripacsot, akit a csalódott nézők dühös tömege elől Paulának kell kimenekítenie. |               |                   |                    |
| 10. | Góliát-fólia  | 1970. március 8.  | 09 / 70-09 / 92-11 |
| A Mézga család cseresznyét szedni indul a telekre. A termés azonban kevés és tele van kukaccal, a szőlővesszők pedig ki sem hajtottak. Géza be akarja bizonyítani Paulának, hogy kertjükből mintagazdaságot farag. Ehhez Öcsitől kér segítséget, aki egy növekedést serkentő készüléket küld a 30. századból, aminek hatására két hét alatt szüretelni lehet. A besugárzott területre azonban védőöltözet nélkül belépni tilos. És ha a megfelelő permetezés elmaradt, akadhat némi gond. |               |                   |                    |
| 11. | Láthatatlanok | 1970. február 8.  | 07 / 70-05 / 92-07 |
| Aladár napenergia mini erőmű kísérletet folytat az aznapi újsággal, s mivel kivívja apja haragját, szobafogságot kap. Itt a kiváló alkalom, hogy most Aladár forduljon Öcsihez. A 30. századból érkező LUXNIX tabletta épp kapóra jön. Egy órára láthatatlanná teszi, így feltűnés nélkül ki tud surranni a lakásból kihasználva a téren, s a vidámparkban a láthatatlanság minden előnyét. Aladár nincs sehol, a szülők teljesen összetörnek! Végül Géza is Öcsitől kér segítséget, így derül ki a tabletta titka. De hogyan találják meg Aladárt? |               |                   |                    |
| 12. | Alfa-beat-a   | 1970. február 1.  | 12 / 70-04 / 92-06 |
| Kriszta az Alfa-Beta-a beat zenekarban énekel, amit apja nem néz éppen jó szemmel. Ám, hogy legyen értelme is a zenélésnek, egy újságcikktől vezérelve Géza az egész zenekart egy vidéki TSZ istállójába viszi, így majd a tehenek zeneszó mellett jobban tejelnek. A tehenek és a bikák azonban megvadulnak és nem csak az istállót, de a hangszereket, hangfalakat, erősítőt is összetörik. Azonnali segítség kell, Géza ismét MZ/X-hez, Öcsihez fordul. A 30. századból, fénypostával érkező hangerősítő készülék azonban túl erős. |               |                   |                    |
| 13. | Mag-lak       | 1970. április 5.  | 13 / 70-13 / 92-13 |
| Géza felfedi titkát, így most Paula is beszélhet MZ/X-el, azaz Öcsivel, 30. századi köbükunokájával. Paula születésnapja alkalmából ki is használja az alkalmat, és mohón egy egész házat kér. Öcsi teljesíti a kérését, s a makett alapján kiválasztott MAG-LAK-ot másnapra űrdarukkal leszállítja az Időkibővítő Szállítmányozási Trans Export Vállalat Társulás a telekre. A ház ultramodern, s nem technikailag visszamaradt szülőknek való, így adódik is némi probléma. |               |                   |                    |

## Mese- és képeskönyvekben
| Mézga család (képeskönyv, 1988) - A távszerviz (1) - Láthatatlanok (11) - Alfa-beat-a (12) - Memumo (5) - Góliát-fólia (10) - Autó-tortúra (3) - Akerkiter (9) - Időkibővítő (8) - Agy-gyanta (7) - Im-bolygó (6) | Mézga család (képes mesekönyv, 2003) - A távszerviz (1) - Autó-tortúra (3) - Láthatatlanok (11) - Agy-gyanta (7) - Góliát-fólia (10) - Időkibővítő (8) - Im-bolygó (6) |

## Hanglemez
1969-ben megjelent a Qualiton hanglemez kiadónál a Mézga család című hanglemez, amely a rajzfilmsorozat alapján készült. A hanglemezen a rajzfilmsorozat főcímdalát Izsmán Nelly, Harkányi Endre, Somogyvári Rudolf, Földessy Margit és Némethy Attila adta elő a Stúdió 11 és a Harmónia Énekegyüttes közreműködésével. A zenéjét Deák Tamás szerezte, a dalszövegeket Romhányi József írta.
| Dal                | Perc | Dátum | Előadók | Zeneszerző(k) és dalszövegíró(k) | Album                             |
| ------------------ | ---- | ----- | --- | -------------------------------- | --------------------------------- |
| Főcím              | 3:15 | 1969  | Stúdió 11, Harmónia Énekegyüttes, Izsmán Nelly, Harkányi Endre, Somogyvári Rudolf, Földessy Margit, Némethy Attila | Deák Tamás, Romhányi József      | (Qualiton SP 699, 1969. A oldal.) |
| Ó Mondjátok Meg... | 2:00 | 1969  | Földessy Margit | Deák Tamás, Romhányi József      | (Qualiton SP 699, 1969. B oldal.) |

A felvétel a Pannónia Filmstúdió rajz és animációs stúdiójában készült.